# Łosiniec (rejon turczański)
Łosiniec (ukr. Лосинець) – wieś na Ukrainie, w obwodzie lwowskim, w rejonie samborskim (do 2020 roku w rejonie turczańskim) nad Stryjem. Liczy około 767 mieszkańców. Pierwsze wzmianki o wsi pochodzą z 1678.
W 1921 r. liczyła około 826 mieszkańców. Przed II wojną światową w granicach Polski, wchodziła w skład powiatu turczańskiego.
W czasie okupacji niemieckiej mieszkające tutaj polskie małżeństwo, Tadeusz i Wiera Jankiewiczowie, ukrywało dwoje Żydów, Zofię Rosenberg i Edmunda Kleinmana, za co w 1985 roku Instytut Jad Waszem uhonorował je tytułami Sprawiedliwych wśród Narodów Świata.

## Ważniejsze obiekty
- Cerkiew greckokatolicka